# 백 투 더 퓨처
《백 투 더 퓨처》(영어: Back to the Future)는 1985년에 개봉한 미국의 SFㆍ코미디 어드벤처 영화로서 로버트 저메키스가 감독하고 마이클 J. 폭스가 주연을 맡았다. 타임머신을 이용한 시간 여행을 모티브로 재미있게 그려내었다. 대한민국에선 배급 당시에 'Back'이라는 단어를 '백'이 아닌 '빽'으로 표기하여 빽 투 더 퓨쳐라는 이름으로 개봉하였다. 2015년 10월 21일(Back to the Future Day)에는 출시 30주년을 맞아 1편과 2편을 합쳐 디지털 리마스터링한 영화가 전세계 동시에 재개봉하였다.
2007년 이 영화는 미국 의회도서관에 의해 문화적으로, 역사적으로, 미적으로 중요성을 인정받아 미국 국립영화등기부에 선정, 보존되었다.

## 줄거리
힐 밸리에 사는 주인공 마티 맥플라이는 록큰롤, 스케이트보드, 그리고 자동차를 좋아하는 고교생으로, 아버지 조지와 어머니 로레인, 그리고 형과 누나가 있는 가정의 평범한 청소년이다. 평소 친하게 지내던 괴짜 발명가 에밋 브라운 박사가 스포츠카 드로리안을 개조해 타임머신을 만들지만, 뜻밖의 사고로 브라운 박사는 테러범들에게 총격을 받고, 위험해진 마티는 타임머신 드로리안을 타고 30년 전의 과거인 1955년 11월 5일로 간다. 과거로 돌아간 마티는 젊었을 때의 아버지와 어머니를 만나게 되는데 아버지는 어머니를 짝사랑하나 소극적인 성격이라 선뜻 다가서지 못하고 어머니는 미래의 아들인 마티를 좋아하게 된다. 아버지와 어머니가 만나지 못하면 자신의 존재가 사라지게 된다는 것을 알게 된 마티는 젊은 시절의 부모님이 서로를 좋아하게 만든다. 다행히 뜻밖의 사건으로 인해 다시 존재할 수 있게 된 마티는 30년 전의 젊은 브라운 박사를 만나 미래로 돌아가는 방법을 찾는다. 그리고 타임머신을 가동하려면 1.21기가와트의 전기가 필요하고 그 전기는 번개에서만 나온다는 소식을 듣고 계획을 세우는데.....

## 배우
- 마이클 J. 폭스 - 마티 맥플라이
- 크리스토퍼 로이드 - 에미트 브라운
- 리 톰슨 - 로레인 베인즈 맥플라이
- 토머스 F. 윌슨 - 비프 태넌

## 한국어 더빙 성우진

### KBS (1990년 1월 2일)
- 장세준 - 마티 맥플라이 (마이클 J. 폭스)
- 이완호 - 에미트 브라운 (크리스토퍼 로이드)
- 이정구 - 조지 맥플라이 (크리스핀 글로버)
- 안경진 - 로레인 베인즈 맥플라이 (리 톰슨)
- 이호인 - 비프 태넌 (토머스 F. 윌슨)
- 강희선 - 제니퍼 파커 (클로디아 웰즈) / 1955년 마티 맥플라이의 외할머니 (프란시스 리 맥케인)
- 김준 - 데이브 맥플라이 (마크 맥클루어) / 비프 태넌의 친구 (J. J. 코헨)
- 문지현 - 린다 맥플라이 (웬디 조 스퍼버)
- 장승길 - 스트릭랜드 선생 (제임스 톨칸) / 1955년 남자 (윌 헤르) / 1955년 경찰 / 리비아 테러범 / 마빈 베리 앤드 더 스타라이터즈 리더
- 정동열 - 1955년 마티 맥플라이의 외할아버지 (조지 디센조) / 제니퍼 파커의 아빠 / 마빈 베리 앤드 더 스타라이더즈 멤버
- 강구한 - 학교 선생님 (휴이 루이스) / 음식점 직원 (도날드 풀리러브)
- 유동현 - 음식점 주인 (노먼 알든) / TV 광고 방송 / 비프 태넌의 친구
- 정옥주 - TV 뉴스 방송 (데보라 하몬)

### KBS (1995년 7월 15일)
- 김일 - 마티 맥플라이 (마이클 J. 폭스)
- 이완호 - 브라운 박사(크리스토퍼 로이드)
- 함수정 - 로레인(리 톰슨)
- 홍승섭 - 조지(크리스핀 글로버)
- 문관일 - 비프 태넌 (토머스 F. 윌슨)
- 김은아 - 제니퍼(클로디아 웰즈)
- 김익태 - 스트릭랜드(제임스 톨칸) / 1955년 마티 맥플라이의 외할아버지 (조지 디센조)
- 강은영 - 1955년 마티 맥플라이의 외할머니 (프란시스 리 맥케인)
- 박규웅 - 음식점 주인 (노먼 알든) / 제니퍼 파커의 아빠
- 김순영 - 린다 맥플라이 (웬디 조 스퍼버) / TV 뉴스 방송 (데보라 하몬)
- 서광재 - 학교 선생님 (휴이 루이스)
- 홍성헌 - 음식점 직원 (도날드 풀리러브) / 마빈 베리 앤드 더 스타라이터즈 리더
- 서윤석 - 데이브 맥플라이 (마크 맥클루어) / 비프 태넌의 친구 (J. J. 코헨)

### SBS (2001년 1월 23일)
- 김영선 - 마티(마이클 J. 폭스)
- 김정호 - 브라운 박사(크리스토퍼 로이드)
- 송도영 - 로레인(리 톰슨)
- 오세홍 - 조지(크리스핀 글로버)
- 이재용 - 비프(토머스 F. 윌슨)
- 민응식 - 스트릭랜드(제임스 톨칸)
- 문영래
- 임은정
- 박수옥
- 이선
- 김영진
- 정승욱
- 변영희